# Infamous: First Light
Infamous: First Light è un'espansione a pagamento del videogioco Infamous: Second Son (2014), sviluppato da Sucker Punch Productions e pubblicato da Sony Computer Entertainment in esclusiva per PlayStation 4.
La trama dell'espansione è ambientata qualche tempo prima degli eventi di Infamous: Second Son e approfondisce la storia di uno dei personaggi secondari del gioco, Abigail Walker, una ragazza dotata di superpoteri legati al neon.

## Caratteristiche
Infamous: First Light introduce una modalità arena dove stabilire i propri record di tempo o punteggio svolgendo determinati obiettivi. Se si dispone di un salvataggio di Infamous: Second Son nella propria console, è possibile giocare la modalità arena nei panni di Delsin Rowe.